# Cerynea flavipennis
Cerynea flavipennis là một loài bướm đêm trong họ Erebidae.